# Cascode

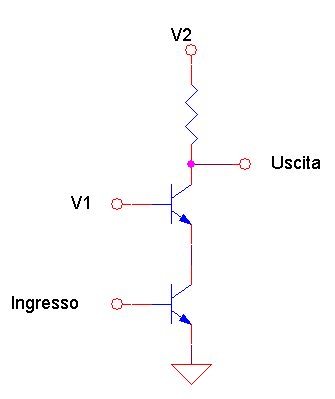
Schema circuitale della configurazione a Cascode

Un cascode è una particolare configurazione circuitale ottenuta ponendo due transistor in serie.
Unisce le caratteristiche positive della configurazione a emettitore comune e di quella a base comune, ottenendo una buona banda passante unita ad un'alta resistenza di uscita, ed un guadagno di tensione relativamente alto. Questo effetto si ottiene perché la Vce (o la Vds se si impiegano dei FET) del primo transistor viene mantenuta pressoché costante. Con una V1 idealmente nulla (es. collegata a GND), tutto questo stadio può essere ripensato come un condensatore dal punto di vista dell'interruzione delle correnti continue (per questo separazione input-output) ma senza esserlo realmente e quindi senza gli effetti passa basso che tagliavano fuori le alte frequenze.

## Vantaggi
Il principale vantaggio di questa configurazione circuitale è che riduce notevolmente l'effetto Miller dello stadio di ingresso, migliorando la banda passante. Altri vantaggi sono l'elevata impedenza di uscita (quella del transistor a base comune) e il notevole isolamento tra ingresso e uscita oltre che l'elevato fattore di amplificazione.

## Svantaggi
Lo svantaggio principale dell'amplificatore cascode è che richiede una tensione di alimentazione relativamente alta, in contrasto con l'attuale tendenza di ridurre le tensioni di alimentazione nei circuiti elettronici. L'altro svantaggio è la necessità di impiegare due componenti attivi.

## Impedenza di uscita
Nel caso di una realizzazione in BJT, chiamata R0 la resistenza di uscita dei transistor, si dimostra che la resistenza di uscita del cascode diventa βR0. Inoltre, a differenza della tecnologia MOS, collegando in serie più di due bipolari non si avranno ulteriori aumenti della resistenza di uscita.

## Storia

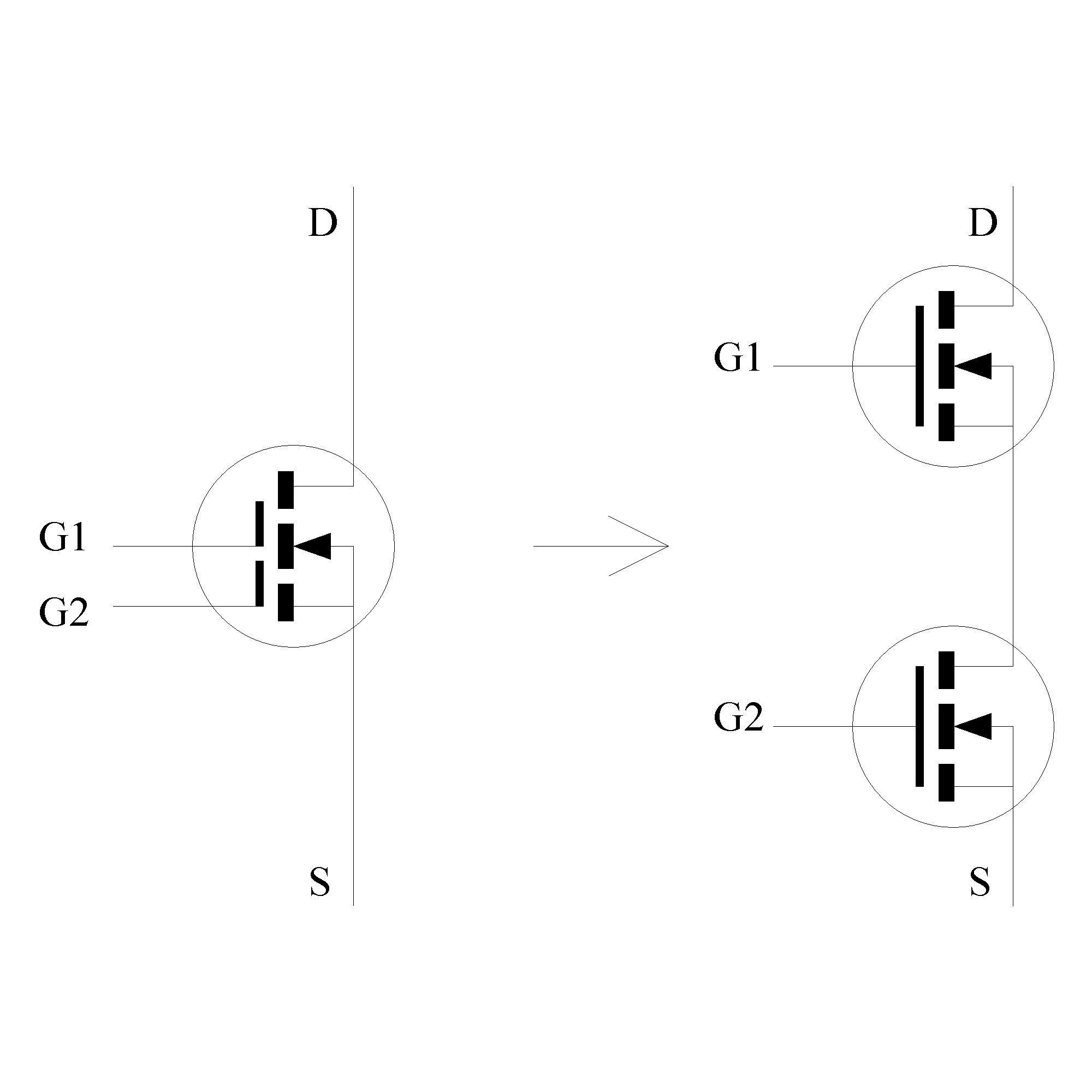
Equivalenza tra MOSFET Dual-Gate e circuito cascode

Probabilmente il primo riferimento ad una configurazione cascode con impiego di valvole termoioniche apparve nell'articolo di F.V. Hunt e R.W. Hickman, "On Electronic Voltage Stabilizers," pubblicato sulla rivista "Review of Scientific Instruments"  nel gennaio 1939, pagine. 6-21.
Il nome Cascode però fu impiegato per la prima volta in una pubblicazione tecnica nell'articolo di J.R. James, "Analysis of the transistor cascode configuration" sulla rivista Electronic Engineering, pagine 44-48, nel numero di gennaio 1960.
Spesso questa configurazione fu usata negli ingressi degli amplificatori valvolari per applicazioni in alta frequenza.
Con l'avvento della tecnologia a stato solido, l'utilizzo della configurazione a cascode in alta frequenza è stata facilitata dall'esistenza in commercio fin dalla metà degli anni '70 dei Dual-Gate MosFet (Mosfet a doppia porta): essi consistono in un MOSFET con una struttura doppia (due canali distinti comandati da due gate distinti) racchiusa in un unico case che rispetta lo stesso comportamento di due componenti singoli.